# 安东·库珀
安东·库珀（英語：Anton Cooper，1994年8月11日—），新西兰男子自行车运动员。他曾代表新西兰参加2014年、2018年和2022年英联邦运动会自行车比赛，获得一枚金牌和一枚银牌。